# Daymen Rycroft
Daymen Bencharski-Rycroft (né le 2 mai 1979 à Beaverlodge dans l'Alberta au Canada) est un joueur professionnel de hockey sur glace.

## Carrière
En 2000, il commence sa carrière avec l'Université d'Ohio State en NCAA. En 2004, il passe professionnel avec les Killer Bees de Rio Grande Valley de la Ligue centrale de hockey. En 2006, il joue en East Coast Hockey League avec les Checkers de Charlotte. En 2007, il signe avec le Rage de Rocky Mountain.

## Trophées et honneurs personnels
Ligue centrale de hockey
- 2006 : Participe au All Star Game avec l'association sud (deux buts).
- 2009 : Participe au Match des étoiles l'équipe CHL all-stars.

## Parenté dans le sport
- Cousin des frères, Mark Rycroft, joueur de la Ligue nationale de hockey et Travis Rycroft, également joueur de hockey professionnel.

## Statistiques
| Saison     | Équipe                           | Ligue      |     | Saison régulière | Saison régulière | Saison régulière | Saison régulière | Saison régulière |    | Séries éliminatoires | Séries éliminatoires | Séries éliminatoires | Séries éliminatoires | Séries éliminatoires |
| Saison     | Équipe                           | Ligue      | PJ  | B                | A                | Pts              | Pun              | PJ               | B  | A                    | Pts                  | Pun                  |                      |                      |
| 2000-2001  | Université d'Ohio State          | NCAA       | 26  | 3                | 4                | 7                | 12               | -                | -  | -                    | -                    | -                    |                      |                      |
| 2001-2002  | Université d'Ohio State          | NCAA       | 37  | 15               | 10               | 25               | 28               | -                | -  | -                    | -                    | -                    |                      |                      |
| 2002-2003  | Université d'Ohio State          | NCAA       | 42  | 10               | 9                | 19               | 56               | -                | -  | -                    | -                    | -                    |                      |                      |
| 2003-2004  | Université d'Ohio State          | NCAA       | 25  | 3                | 7                | 10               | 20               | -                | -  | -                    | -                    | -                    |                      |                      |
| 2004-2005  | Killer Bees de Rio Grande Valley | LCH        | 54  | 12               | 8                | 20               | 70               | -                | -  | -                    | -                    | -                    |                      |                      |
| 2004-2005  | Dundee Stars                     | BNL        | 3   | 0                | 3                | 3                | 20               | -                | -  | -                    | -                    | -                    |                      |                      |
| 2005-2006  | Killer Bees de Rio Grande Valley | LCH        | 59  | 25               | 30               | 55               | 111              | 6                | 3  | 0                    | 3                    | 12                   |                      |                      |
| 2006-2007  | Checkers de Charlotte            | ECHL       | 68  | 26               | 21               | 47               | 109              | 3                | 2  | 1                    | 3                    | 0                    |                      |                      |
| 2007-2008  | Rage de Rocky Mountain           | LCH        | 64  | 48               | 36               | 84               | 93               | -                | -  | -                    | -                    | -                    |                      |                      |
| 2008-2009  | Rage de Rocky Mountain           | LCH        | 51  | 28               | 35               | 63               | 100              | 3                | 1  | 3                    | 4                    | 6                    |                      |                      |
| 2009-2010  | Killer Bees de Rio Grande Valley | LCH        | 56  | 26               | 37               | 63               | 79               | -                | -  | -                    | -                    | -                    |                      |                      |
| 2010-2011  | Eagles du Colorado               | LCH        | 63  | 31               | 30               | 61               | 65               | 22               | 6  | 9                    | 15                   | 32                   |                      |                      |
| 2011-2012  | Sundogs de l'Arizona             | LCH        | 32  | 10               | 15               | 25               | 40               | -                | -  | -                    | -                    | -                    |                      |                      |
| 2012-2013  | Belfast Giants                   | EIHL       | 52  | 15               | 36               | 51               | 58               | 4                | 2  | 1                    | 3                    | 6                    |                      |                      |
| Totaux LCH | Totaux LCH                       | Totaux LCH | 379 | 180              | 191              | 371              | 558              | 31               | 10 | 12                   | 22                   | 50                   |                      |                      |